# Nogai (comandante)
Nogai (em russo: Ногай) ou Nugai (em tártaro: Нугай; m. 1299) foi comandante militar da Horda de Ouro e tataraneto de Gêngis Cã.